# Kahrīz-e Salīm
Kahrīz-e Salīm (persiska: كَهريزِ سَليم, كاريز, کهریز سلیم) är en ort i Iran.   Den ligger i provinsen Hamadan, i den nordvästra delen av landet, 300 km sydväst om huvudstaden Teheran. Kahrīz-e Salīm ligger 1 506 meter över havet och antalet invånare är 786.
Terrängen runt Kahrīz-e Salīm är platt åt sydväst, men åt nordost är den kuperad. Runt Kahrīz-e Salīm är det ganska tätbefolkat, med 124 invånare per kvadratkilometer. Närmaste större samhälle är Barzūl, 15,6 km sydost om Kahrīz-e Salīm. Trakten runt Kahrīz-e Salīm består till största delen av jordbruksmark.